# Sant Isidre de Benaixeve
Sant Isidre de Benaixeve (en castellà, San Isidro de Benagéber), és un poblet del municipi de Montcada (Horta Nord) amb 390 habitants (2006), al límit amb el de Bétera (Camp de Túria), format per part dels habitants de Benaixeve (Serrans), desplaçats després del 1950 a causa de la inundació del seu terme per les aigües del pantà de Benaixeve. Part dels seus pobladors van ser traslladats a dos nous nuclis creats per a ells a Montcada (Sant Isidre de Benaixeve) i a Paterna (Sant Antoni de Benaixeve). Les edificacions de Sant Isidre són totes de nova planta i els seus pobladors originaris i descendents dels Serrans i parlen en castellà.

## Història
El 1947 s'iniciaren les obras del poble, que va ser el primer poble de colonització de l'INC al País Valencià. L'emplaçament es situava al lloc anomenat Granja de Moroder, al terme de Montcada, tocant al de Bétera.
El projecte urbanístic i els edificis públics, laborals i de vivenda van ser dissenyats per l'arquitecte Pedro Castañeda Cagigas, llevat del cas de l'església, obra d'Eugenio Viedma Dutrús.
L'avantprojecte de construcció del poble estava aprova des de 1946. Tot i això, els processos de construcció i, fonamentalment, els burocràtics, enllentiren el ritme de construcció. Aleshores, les persones que hi habitarien es trobaren amuntegades en edificacions improvisades o en el millor dels casos en edificis destinats a instal·lacions agrícoles o en masies propietat de l'INC.
A partir de 1948, ja hi havia construïdes gairebé 60 habitatges per a 25 famílies que calia reubicar de manera urgent per l'activació de l'embassament de Beneixeve. Van ser els tècnics José Rafael Jiménez Calasins i Federico Ausina March, que van dividir els terrenys en 60 lots en règim d'habitatge de patrimoni familiar, amb parcel·la de cultiu per als colons.

## Estructura física
La xarxa urbana és ortogonal i es divideix en illes d'habitatges adossats per les seues dependències agrícoles. Les façanes són allargades. Les finestres són petites cap a l'oest i de cara a les vies principals. D'aquesta manera, els habitatges es guareixen de la climatologia del vent de ponent. Els edificis principals estan dispersos al llarg de la retícula ortogonal: a l'extrem sud, hi ha l'església i a l'extrem nord, la casa consistorial junt al cridaner dipòsit d'aigua cilíndric. Així, Sant Isidre de Benagéber és excepcional dins de les poblacions de l'INC per com trenca amb la geometria urbana i organització edilicia, ja que normalment la casa de la vila, l'església i l'escola d'aquestos nuclis es troben totes juntes.
L'església conté un retaule de Manuel Rivera Hernández.